# Nemesia sanzoi
Nemesia sanzoi är en spindelart som beskrevs av Fage 1917. Nemesia sanzoi ingår i släktet Nemesia och familjen Nemesiidae. Inga underarter finns listade i Catalogue of Life.